# Арджентарио
Арджентарио (итал. promontorio dell'Argentario) — каменистый полуостров, соединённый с сушей двумя тонкими полосками земли. Вдаётся в Тирренское море напротив острова Джильо (Тосканский архипелаг). Наивысшая точка — 835 м над уровнем моря. Порто-Санто-Стефано («Порт Святого Стефана») возвышается над северным склоном горы Арджентарио, напротив суши. В восточной части расположен Порто-Эрколе («Порт Геракла»). Его исторический центр возглавлен внушительных размеров и суровой крепостной стеной построенной в эпоху испанского правления государства Президий. Административно относится к коммуне Монте-Арджентарио в провинции Гроссето в области Тоскана.